# Gyorsutazás
A gyorsutazás vagy teleportálás egy nyílt világú játékokban használt videojáték-mechanika, amely lehetővé teszi a játékos karakter számára, hogy azonnal utazhasson a korábban felfedezett helyszínek (teleport-útvonalak vagy gyors utazási pontok) között anélkül, hogy valós időben kellene megtennie ezt a távolságot. Ez egyfajta térugrás, amelyet kifejezetten a játék világának átjárására használnak. Néha a játékidő a gyorsutazás közben telik el, míg más esetekben az utazás csak implicit módon történik, vagy a játékos mágikus vagy technológiai eszközökkel teleportálódik. Bár a gyorsutazást jellemzően a játékos kényelmének biztosítására használják, kritizálták, hogy a játéktervezésben rontja a játékmenetet, mivel egyes világok vagy küldetések úgy vannak megtervezve, hogy a mélység, az emlékezetesség vagy a realizmus rovására használják.

## Jellemzők
A gyors utazást általában egy játékbeli menüből lehet végrehajtani, amikor a játék világának térképéhez vagy egy tárgyhoz, például egy járműhöz vagy mentési ponthoz lépsz. A játékos azonnal átkerül az egyik helyszínről a másikra, néha úgy, hogy közben megfelelő játékbeli idő telik el, mintha egyenesen a célállomásra utazott volna.
Néhány játékban korlátozzák a gyors utazások mennyiségét, általában úgy, hogy minden alkalommal egy megvásárolható tárgyat, például sátrat vagy mágikus talizmánt kell használni. Mások büntetés nélkül végtelen gyors utazást tesznek lehetővé. A Genshin Impact például korlátlan gyors utazást tesz lehetővé a térképen található bármelyik feloldott teleport útponthoz, a Hét szoborhoz vagy tartományhoz, de egy fogyasztható "hordozható útpontot" kell hét napig használni ahhoz, hogy bárhová gyorsabban tudjunk utazni.
A lovakat és az autókat gyakran használják a gyors utazás részleges helyettesítőjeként, amelyek gyorsabb, de nem azonnali mozgást tesznek lehetővé a világban.

## Fogadtatás
A GameCrate a gyorsutazást "óriási kényelemnek" nevezte, amely a játékot "vonzóvá teszi a tömegek számára", és segít azoknak a játékosoknak, akiknek "szoros az időbeosztásuk", de azt javasolta, hogy a játékosok ne használják a jobb élmény érdekében. Brendan Caldwell, a Rock, Paper, Shotgun munkatársa még tovább ment a gyorsutazás iránti ellenszenvének kifejezésében, és kijelentette, hogy sokkal jobban élvezte a Skyrimet, miután letöltött egy modot, amely lehetővé tette a gyors utazás kikapcsolását. Kijelentette, hogy "a gyorsutazás eltávolítja a valódi távolság minden érzését", és a Dark Soulsra hivatkozott, egy olyan játékra, amelyet a gyaloglásra terveztek, mivel sokkal jobban felidézi az utazás koncepcióját és érzelmeit, és kijelentette, hogy az esetleges unalom megszüntetése az "igazi küldetés" érzését is megszünteti. Miközben azt az ellenérvet hozta fel, hogy a játékosok túlságosan unatkoznának, ha mindenhová manuálisan kellene utazniuk, kijelentette, hogy ez arra kényszerítené a játéktervezőket, hogy a világot érdekessé tegyék a sétálást.
Patricia Hernandez a Kotakunak azt nyilatkozta, hogy a Fallout 4 gyorsutazás nélküli játéka "teljesen megváltoztatta" a játékkal kapcsolatos tapasztalatait. Hasonlóan Kirk Hamilton is azt javasolta, hogy a The Legend of Zelda: Breath of the Wildban kevesebbet kelljen gyorsan utazni.

## Fordítás
- Ez a szócikk részben vagy egészben  a   Fast travel című angol Wikipédia-szócikk ezen változatának fordításán alapul.  Az eredeti cikk szerkesztőit annak laptörténete sorolja fel. Ez a jelzés csupán a megfogalmazás eredetét és a szerzői jogokat jelzi, nem szolgál a cikkben szereplő információk forrásmegjelöléseként.